# Buchhof (Sugenheim)
Buchhof (fränkisch: Buchhouf) war ein Gemeindeteil des Marktes Sugenheim im Landkreis Neustadt an der Aisch-Bad Windsheim (Mittelfranken, Bayern). Nach 1970, jedoch vor 1987 ist der Ort zur Wüstung geworden. Buchhof lag in der Gemarkung Ullstadt.

## Geografische Lage
Die Einöde lag an einem namenlosen rechten Zufluss des Ehebachs. Im Norden grenzte der Schafacker an, im Westen der Breitenrainacker, im Süden die Ziegelleiten und im Osten Schloderkerzen.

## Geschichte
Im Jahre 1303 wurde der Ort als „Buͤch“ erstmals urkundlich erwähnt. Der Ortsname gibt dessen Lage bei einem Buchenwald an. Im Jahre 1348 wurde der Hof an Peter von Seckendorff zu Obernzenn verkauft. Seit 1662 ist er in Besitz der Freiherren von Franckenstein. 1723 wurde das Anwesen erstmals als „Buchhof“ bezeichnet.
Gegen Ende des 18. Jahrhunderts bestand Buchhof aus einer Meierei mit Schäferei. Das Hochgericht übte die Herrschaft Ullstadt aus. Das Anwesen hatte das Rittergut Ullstadt als Grundherrn. Unter der preußischen Verwaltung (1792–1806) des Fürstentums Bayreuth erhielt der Buchhof die Hausnummer 90 des Ortes Ullstadt.
Von 1797 bis 1810 unterstand der Ort dem Justizamt Dachsbach und Kammeramt Neustadt. Im Rahmen des Gemeindeedikts wurde Buchhof dem 1811 gebildeten Steuerdistrikt Ullstadt und 1813 der Ruralgemeinde Ullstadt zugeordnet. Am 1. Mai 1978 wurde Buchhof im Zuge der Gebietsreform in Bayern nach Sugenheim eingegliedert.

### Ehemalige Baudenkmäler
- Im Viereck angelegter Komplex von Gutsgebäuden; an der Westseite erdgeschossiges Wohnstallhaus aus verputztem Bruchstein, sogenannter Dienstbotenhof an der Nordseite, Schafstall, außerhalb, südlich des Wohnstallhauses gelegen[8]
- Tonnengewölbter Felsenkeller südlich des Wohnstallhauses, wohl 19. Jahrhundert, mit Front aus verputzten Hausteinen; im vorderen Teil überdacht[8]

### Einwohnerentwicklung
| Jahr      | 001818 | 001840 | 001861 | 001871 | 001885 | 001900 | 001925 | 001950 | 001961 | 001970 | 001987 |
| Einwohner | 8      | 25     | *      | 25     | 14     | 18     | 16     | 19     | 20     | 11     | †      |
| Häuser    | 2      | 4      |        |        | 2      | 2      | 3      | 2      | 2      |        | †      |
| Quelle    | [ 10 ] | [ 11 ] | [ 12 ] | [ 13 ] | [ 14 ] | [ 15 ] | [ 16 ] | [ 17 ] | [ 18 ] | [ 19 ] | [ 20 ] |

## Religion
Der Ort war seit der Reformation evangelisch-lutherisch geprägt und nach St. Johann Baptist (Ullstadt) gepfarrt, die Einwohner römisch-katholischer Konfession waren nach Mariä Himmelfahrt (Ullstadt) gepfarrt.